# Catherine the Great
Catherine the Great är en brittisk-amerikansk miniserie i fyra avsnitt på HBO, med Helen Mirren i rollen som kejsarinnan Katarina II av Ryssland.

## Rollista

### Huvudroller
- Helen Mirren − Katarina II av Ryssland[2]
- Jason Clarke − Grigorij Potemkin[2]
- Rory Kinnear − Nikita Panin
- Gina McKee − Grevinnan Praskovja Bruce
- Richard Roxburgh − Grigorij Orlov
- Kevin McNally − Aleksej Orlov
- Joseph Quinn − Tsarevitj Paul
- John Northcote − Aleksandr Bezborodko
- Clive Russell − Hovnarren

### Återkommande
- Thomas Doherty − Peter Zavadovskij
- Georgina Beedle − Natalja Alexejevna
- Phil Dunster − Andrej Razumovskij
- Sam Palladio − Aleksandr Vassiltjikov
- Andrew Rothney − Alexander Dmitriev-Mamonov
- Paul Ritter − Aleksandr Suvorov
- Antonia Clarke − Maria Fjodorovna
- Raphael Acloque − Platon Zubov
- Paul Kaye − Jemeljan Pugatjov
- Dominic Borelli − Viktor Heinrich Emmanuel
- Iain Mitchell − Ärkebiskop Arsenius
- Ellis Howard − Ivan VI av Ryssland
- John Hodgkinson − Pjotr Rumjantsev
- Adam El Hagar − Valerian Zubov
- Aina Norgilate − Helena Pavlovna
- Felix Jamieson − Alexander
- Andrew Bone − Charles Joseph de Ligne
- Lucas Englander − Vasilij Mirovitj